# Чувашские словари
Чувашские словари — совокупность орфографических, этимологических, языковых словарей на основе чувашского языка.

## История чувашской лексикографии

### До 1917
В истории чувашской лексикографии приоритетное место занимали и занимают русско-чувашские словари.
Исследования чувашских слов начинаются в XVIII веке — учёные и священнослужители включают чувашские слова многоязычные словари в целях сбора и изучения лексики народов Российской империи («Описание трех живущих в Казанской губернии языческих народов, яко то: черемис, чувашей и вотяков…» Г. Ф. Миллера (СПб., нем. изд. 1759; содержит 313 чувашских слов) и «Сравнительные словари всех языков и наречий» под ред. П. С. Палласа (СПб., т. I, 1787; т. II, 1789; 285 слов с переводом и на чувашском языке),
В XVIII веке были составлены много рукописных словарных собраний. Наиболее известное из них — «Словарь языков разных народов, в Нижегородской епархии обитающих, именно: россиян, татар, чуваш, мордвы и черемис…», составленный под руководством епископа Дамаскина.
В конце XIX века — начале XX века в дело создания словарей включаются сами носители чувашского языка, также лица, в совершенстве им владеющие. Известные работы этого периода: «Корневой чувашско-русский словарь» Н. И. Золотницкого (Казань, 1875); «Пособие к изучению чувашского языка» с чуваш.-рус. словарем Н. Лебедева (Казань, 1894); «Чувашский словарь» Х. Паасонена (1908); «Русско-чувашский словарь» (Казань, 1909) Н. В. Никольского и др.
Российский финский языковед Х. Паасонен в 1908 издал в Венгрии чувашско-венгеро-немецкий словарь (который в переводе на турецкий язык был издан также в Стамбуле).

### После 1917
В 1919 гоу в Казани был издан «Чувашско-русский словарь» Н. В. Никольского.
Поистине неоценимый вклад в чувашскую лексикографию внёс Н. И. Ашмарин: его титанический труд — 17-томный «Словарь чувашского языка» — стал во всём мире сокровищницей чувашского языка и культуры. В словаре собраны свыше 55 тыс. словарных статей. В дальнейшем развитие чувашской лексикографии базируется на словаре Ашмарина.
В чувашской лексикографии 1930-х годов знаменательными событиями стали «Русско-чувашский учебный словарь» под редакцией Т. М. Матвеева (Чебоксары, 1931; 7 тыс. слов) и «Чувашско-русский словарь» В. Г. Егорова (Чебоксары, 1936; 25 тыс. слов).
В послевоенный период разрабатывается словари повышенного научного и методического уровня. В связи с этим стоит отметить работы В. Г. Егорова: его 2-е, существенно переработанное издание «Чувашско-русского словаря» (1954), два издания «Русско-чувашского словаря» учебного типа (1960, 1972) и «Этимологический словарь чувашского языка» (1964). Также в Москве выходят в свет Русско-чувашский словарь под ред. Н. К. Дмитриева (1951), Русско-чувашский словарь под ред. И. А. Андреева и Н. П. Петрова (1971). В Москве же были изданы полные чувашско-русские словари: в 1961 под ред. М. Я. Сироткина, и 1982 и 1985 годах под ред. М. И. Скворцова (первый в стране иллюстрированный словарь).
Изданный в 1908 году лингвистом Х. Паасоненом чувашско-венгеро-немецкий словарь в 1974 был переиздан в Венгрии.
В 2007 году в Финляндии был издан Чувашско-финский словарь (фин. Tšuvassilais-suomalainen sanakirja). Авторы: Арто Мойсио, сотрудник Центра исследования финских языков, Йорма Луутонен, доцент университета Турку, Финляндия, Эдуард Фомин, доцент Чувашского государственного института культуры и искусства. Проект осуществлён в 1999—2007 гг. в секторе изучения языков народов Поволжья университета Турку (Финляндия). Объём словаря — более 8000 слов, 286 страниц. Тираж книги: 200 экземпляров. В Чувашской республике с книгой можно ознакомиться в республиканском архиве печати, национальной библиотеке, Чувашском государственном институте гуманитарных наук.

## Список словарей

### Чувашско-русские словари
- Егоров В. Г. Чувашско-русский словарь. — Чебоксары: 1935
- Егоров В. Г. Чувашско-русский словарь. — Чебоксары: 1954, 2-е изд.
- Скворцов М. И. Чувашско-русский словарь. — Москва: Издательство «Русский язык», 1982
- Скворцов М. И. Чувашско-русский словарь. — Москва: Издательство «Русский язык», 1985, 2-е изд.
- Скворцов М. И. Чувашско-русский словарь для учащихся. — Чебоксары: 1996

### Русско-чувашские словари
- Золотницкий Н. И. Корневой чувашско-русский словарь. — Казань: 1875
- Никольский Н. В. Русско-чувашский словарь. — Казань: 1909
- Русско-чувашский словарь / Редактор Т. М. Матвеев. — Чебоксары: Чувашский книжный отдел, 1931
- Русско-чувашский словарь для начальных школ / Под редакцией М. Я. Сироткина. — Чебоксары: Госиздат ЧАССР, 1940
- Русско-чувашский словарь / Под редакцией Дмитриева Н. К. — Москва: Государственное издательство иностранный и национальных словарей, 1951
- Егоров В. Г. Русско-чувашский словарь / Вырӑсла-чӑвашла словарь. — Чебоксары: Чувашское государственное издательство, 1960
- Степанов А. С., Лазарева Л. В. Вырӑсла-чӑвашла словарь. — Шупашкар: Чӑвашиздат, 1971
- Русско-чувашский словарь / Под редакцией Андреева И. А., Петрова Н. П.. — Москва: Издательство «Советская энциклопедия», 1971
- Егоров В. Г. Русско-чувашский словарь / Второе издание. — Чебоксары: Чувашкнигоиздат, 1972
- Скворцов М. И., Скворцова А. В. Чувашско-русский и русско-чувашский словарь. — Чебоксары, 1999
- Скворцов М. И., Скворцова А. В. Русско-чувашский словарь. — Чебоксары: Чувашское книжное издательство, 2002

### Другие словари
- Лебедев Н. Пособие к изучению чувашского языка с чувашско-русским словарем. — Казань: 1894;
- «Чувашский словарь» Х. Паасонена (1908);
- Johannes Benzing. Deutsch-tschuwaschisches Wörterverzeichnis. — Berlin: Verlagsanstalt otto stollberg, 1943 — 52 c. (Бeнцинг Йоханнeс. Немецко-чувашский словарь-разговорник. — Берлин: 1943 — 52 с.)
- Андреев Н. А. Русско-чувашский словарь общественно-политических терминов. — Чувашгосиздат, 1960
- Димитриев А. Д. Русско-чувашский словарь терминов биологии, географии и химии. — Чебоксары, 1996
- Emine Ceylan. Чувашско-турецкий, турко-чувашский словарь. — Анкара, 1996, ISBN 975-7172-08-1
- Чуваш — Идо словарь
- Самоучитель чувашского языка для поляков: Język czuwaski («Чăваш чĕлхи»), Anna Parzymies, Warszawa 2000, ISBN 83-88238-60-4
- Иванова А. М. Чӗлхе терминӗсен чӑвашла-вырӑсла-нимӗҫле-акӑлчанла словарӗ. — Шупашкар: Чӑваш патшалӑх университечӗ, 2008. — 147 с. — Чувашско-русско-немецко-английский словарь лингвистических терминов. ISBN 978-5-7677-1168-0
- Zheltov P., Fomin E., Luutonen J. Reverse dictionary of Chuvash. = Обратный словарь чувашского языка / Lexica Societatis Fenno-Ugricae; Société Finno-Ougrienne. — Helsinki, 2009. — 344 p. ISBN 9525667081 ISBN 978-9525667080.
- Фомин Э. В., Иванова А. М. Чӑваш чӗлхин ретроспективлӑ ӑнлантару словарӗ. — Шупашкар; Чӑваш патшалӑх университечӗ, 2009. — 145 с. — Перевод заглавия: Ретроспективный толковый словарь чувашского языка. ISBN 978-5-7677-1371-4
- Фомин Э. В., Ерина Т. Н. Чувашское слово в русском контексте : опыт словаря. ‒ Чебоксары: Чувашский университет, 2012. ‒ 229 с. ISBN 978-5-7677-1714-9.
- Фомин Э. В. Материалы для словаря агнонимов чувашского языка = Пӗлтерӗшсӗр чӑваш сӑмахӗсен кӗнеки. — Чебоксары : Издательский дом «Пегас», 2013. — 258 с. ISBN 978-5-91225-055-2
- Скворцов М. И. Чувашско-татарский словарь. — Чебоксары: Чувашский республиканский институт образования, 1994, 37 с.
- Чувашско-татарский словарь, под ред. Васильевой Елизаветы Федоровны
- Арто Мойсио, Йорма Луутонен, Эдуард Фомин. Чувашско-финский словарь = фин. Tšuvassilais-suomalainen sanakirja. —  Турку: 2007, 286 стр.